# Piaghe d'Egitto
Le piaghe d'Egitto sono le punizioni che, secondo la Bibbia, Dio inflisse agli Egizi per non aver liberato gli ebrei dalla schiavitù e affinché Mosè potesse condurli fuori dal Paese. 
Alcuni di questi avvenimenti sono presenti anche nel Corano, Sura 7, versetti 107, 131-136.

## Le dieci piaghe

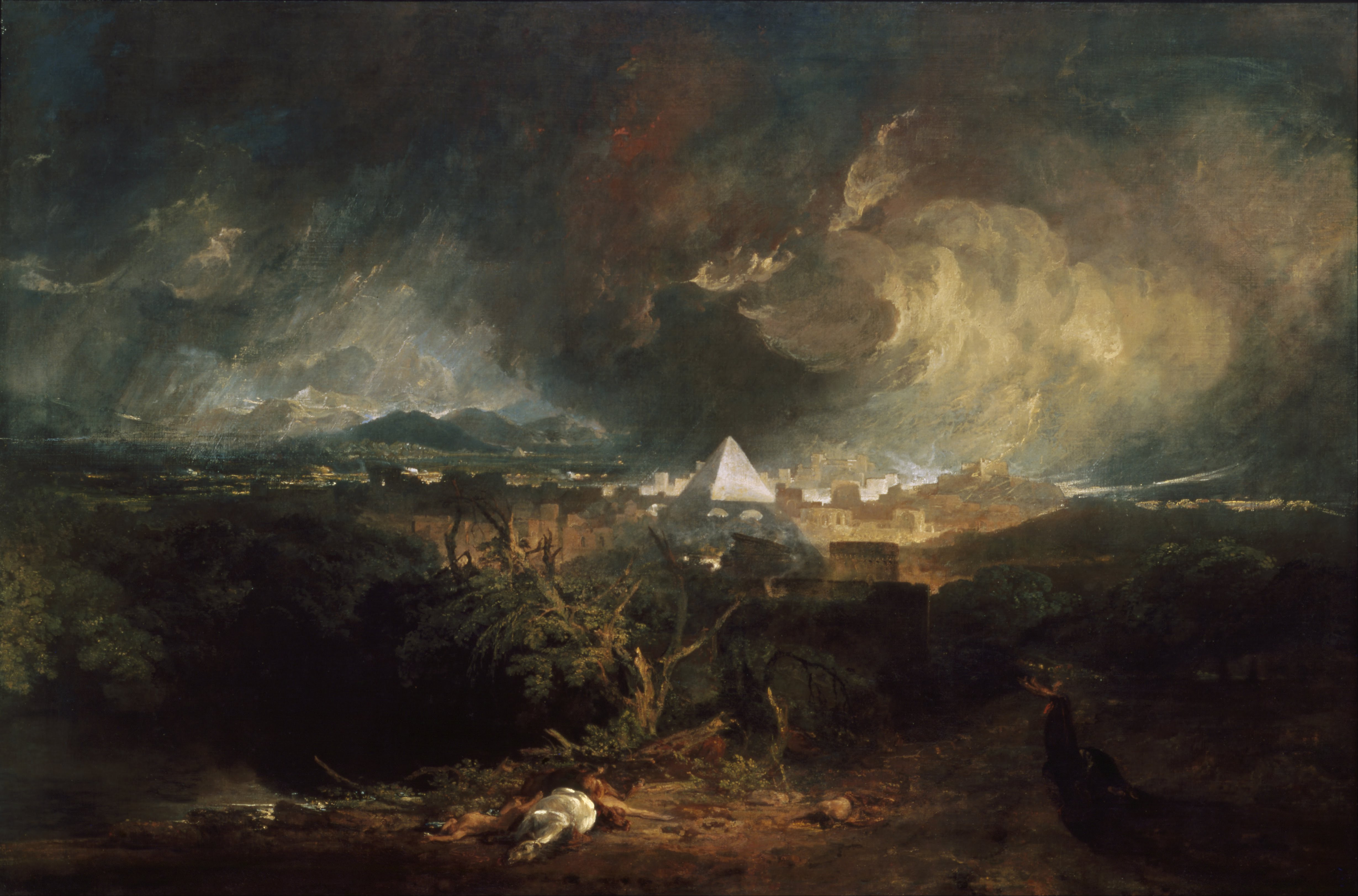
La quinta piaga d'Egitto (1800) di William Turner (Indianapolis Museum of Art)

Nel libro dell'Esodo si racconta l'uscita degli Ebrei dal Regno d'Egitto sotto la guida di Mosè.
Uno degli episodi più importanti di questo libro è proprio l'invio delle dieci piaghe, o punizioni divine, contro il popolo egizio. L'espressione «piaghe d'Egitto», benché di uso comune, non è però precisa, in quanto il testo biblico applica il termine «piaga» solo alla decima, mentre le prime nove sono dette «prodigi» o «segni». Questi dieci episodi derivano dalla fusione redazionale di tradizioni più antiche ed erano inizialmente non un decalogo, come presentato nella redazione finale del Libro dell'Esodo (capitoli 7-12), ma "liste, peraltro divergenti, di sette od otto piaghe" e, come aggiungono gli esegeti della École biblique et archéologique française (i curatori della Bibbia di Gerusalemme), tale narrazione "è una composizione letteraria; essa ha subìto un processo articolato di crescita nel quale una buona parte del testo appartiene a redazioni tardive [...] probabilmente la tradizione jahvista interviene in quattro piaghe (prima, seconda, quarta e quinta), ma una buona parte del racconto attuale è stato aggiunto, come sono state aggiunte anche le piaghe".
La redazione finale del decalogo riporta:
1. Tramutazione dell'acqua in sangue
2. Invasione di rane dai corsi d'acqua
3. Invasione di zanzare
4. Invasione di mosche tropicali
5. Morte del bestiame
6. Ulcere su animali e umani
7. Pioggia di fuoco e ghiaccio (grandine)
8. Invasione di cavallette o locuste
9. Tenebre per tre giorni sull'Egitto
10. Morte dei primogeniti maschi

Gli scopi delle dieci piaghe sono due: convincere il faraone a lasciar andare gli Ebrei e dimostrare la presenza di Dio agli Ebrei e ai non-ebrei, come chiaramente dichiarato in questo passo in cui Dio si rivolge a Mosè:
(Esodo 7, 3-5)
Secondo la Bibbia è quindi lo stesso Dio a "indurire il cuore" del faraone perché, nonostante tutti i prodigi compiuti da Mosè, non lasci partire gli Ebrei dall'Egitto e possa così colpire l'Egitto stesso con le piaghe; tale frase «indurire i loro cuori» (lᵉhazzēq 'et-libbām) ricorre anche durante la successiva conquista di Canaan da parte di Giosuè: "Infatti era per disegno del Signore che il loro cuore si ostinasse nella guerra contro Israele, per votarli allo sterminio, senza che trovassero grazia, e per annientarli, come aveva comandato il Signore a Mosè." (Giosuè 11, 20). Gli esegeti del "Nuovo Grande Commentario Biblico" — precisando come il cuore fosse "l'organo della decisione nella Bibbia" — osservano che "l'espressione «Ma io indurirò il cuore del faraone» non prende neppure in considerazione gli attori umani per evidenziare il controllo di Dio" ma "nonostante i problemi che il concetto può far sorgere per il lettore moderno, il punto di vista degli scrittori va interpretato: i nemici d'Israele non avevano alcuna importanza, erano, per così dire, semplici marionette nelle mani di YHWH che perseguiva i suoi scopi per Israele".
L'espressione allegorica che afferma: stenderò la mano... viene interpretata come punizione rigorosa contro i nemici del popolo ebraico ma misericordia salvifica appunto per gli Ebrei; questa particolarità dell'intervento divino sarà poi evidente nella descrizione delle dieci piaghe e persino al passaggio attraverso l'apertura delle acque del mar Rosso: per metafora è la medesima "destra..." di Dio di cui è scritto: stritola il nemico e che, al tempo stesso, racchiude Chessed.
I maghi, i sapienti e gli incantatori del faraone seppero riprodurre solo le prime due piaghe (Esodo 7, 8-12.14-22; 8, 5-15).

### Interpretazione ebraica
Secondo la Cabala ebraica attraverso i prodigi e i miracoli avvenuti con le dieci piaghe contro l'Egitto Dio fu Misericordioso con gli Ebrei, i quali furono da Lui protetti, mentre manifestò Ghevurah rigorosa contro gli Egizi; inoltre fu Dio stesso a punirli perché, senza l'intervento della volontà divina, gli angeli di distruzione non farebbero distinzione tra Zaddiqim e malvagi, in questo caso gli Ebrei e gli Egizi puniti.
Per le seguenti interpretazioni esegetiche cfr. "Midrashim"

#### Tramutazione dell'acqua in sangue
Secondo i maestri ebrei dell'ebraismo rabbinico Mosè, al comando di Dio di compiere questo prodigio miracoloso, come da accordo, disse al proprio fratello Aronne di permetterne la realizzazione per il proprio legame con l'acqua: ancora neonato infatti Mosè era stato appunto posto su una culla nelle acque che lo portarono sino alla figlia del faraone Batia (cfr. Shekhinah) che lo colse e lo protesse, infatti v'era il decreto reale egizio (su consiglio dei maghi egizi che, tramite divinazioni, avevano previsto che un bimbo ebreo sarebbe stato in futuro il salvatore del popolo ebraico) che sanciva l'uccisione di tutti i nuovi nati, o bambini, ebrei.
L'acqua imputridì dal mar Rosso sino ai palazzi e ai canali, persino nelle giare tranne che per gli Ebrei a cui infatti gli Egizi giungevano per ottenere acqua non tramutata in sangue, ma ciò non bastò. I pesci di quelle acque morirono.
Secondo i commentatori ebrei il sangue era quello dei neonati, e/o bambini piccoli, ebrei gettati nelle acque: essi, anche se neonati, si aggrappavano ai massi al centro di esse malgrado le correnti: ciò avvenne per il decreto del faraone di quel momento su consiglio dei maghi o sacerdoti egizi.
Aronne eseguì il comando di Dio per il miracolo prodigioso e terribile tramite il bastone già consegnato a Mosè (cfr. Arca dell'Alleanza) (Esodo 7, 14-25).

#### Invasione delle rane
Secondo la tradizione rabbinica le rane sorsero seguendo una rana-madre, più grossa delle altre, per dirigersi verso il palazzo in cui stava il faraone. Le rane entrarono persino nei corpi degli Egizi colpevoli, restando in vita anche così; il Pentateuco spiega infatti che esse erano in ogni parte; e appunto persino nei forni per il pane degli stessi Egizi colpevoli. Una delle cause della piaga che colpì questi ultimi e che più li turbava, fu soprattutto il continuo gracidare delle rane anche all'interno dei loro corpi (Midrash).
Dopo la preghiera di Mosè, affinché (in seguito alle successive suppliche del faraone fatte a Mosè e Aronne) anche questa piaga avesse termine, molte di quelle rane della piaga morirono e il fetore dei loro corpi morti si sparse su tutto l'Egitto biblico antico (Esodo 7, 26-8,11).

#### Terza piaga
Invasione di zanzare. Tutta la polvere dell'Egitto si tramutò in zanzare, che infierivano sugli uomini e sulle bestie (Esodo 8, 12-15).

#### Quarta piaga
Invasione di mosconi nelle case e nei campi degli egiziani, ad eccezione del paese di Gosen, dove vivevano gli israeliti (Esodo 8, 16-28).

#### Quinta piaga
Tutto il bestiame degli egiziani morì di peste: cavalli, asini, cammelli, bovini e ovini. Il bestiame degli israeliti fu immune (Esodo 9, 1-7).

#### Sesta piaga
Ancora piaga miracolosa di punizione con ulcere pustolose su animali ed individui egizi. Mosè gettò in aria una manciata di fuliggine, che si diffuse in tutto il paese d'Egitto provocando eruzioni cutanee su uomini e bestie (Esodo 9, 8-12).

#### Pioggia di fuoco e ghiaccio
Grandine e fuoco su tutto l'Egitto. Per questa piaga morirono anche molti animali di proprietà degli Egizi, ma non quelli degli Ebrei: quando alcuni Egizi osservarono che anche per questa piaga Dio punì loro, ma non punì gli Ebrei, quelli iniziarono a comprendere la differenza/distinzione che Dio fece a favore del popolo eletto degli Ebrei (Esodo 9, 13-35). 

#### Invasione delle cavallette
Invasione di cavallette/locuste. Si trovarono cavallette/locuste ovunque; al termine di questa piaga gli Egizi pensarono di potersi rallegrare per aver come cibo le cavallette/locuste morte dopo la preghiera di Mosè perché essa terminasse alla richiesta del faraone che, benché sembrasse aver accettato Dio e il popolo ebraico, poi riprese a essere "arrogante, ostinato, superbo e prepotente" (Dio "indurì" il cuore del faraone): ma Dio, verace e giusto, fece "sciogliere" [persino] tutti i corpi di questi insetti (Esodo 10, 1-20).

#### Tenebre
Tenebre per tre giorni. Anche questa piaga colpì soltanto i colpevoli Egizi, infatti presso gli Ebrei v'era luce e non quelle tenebre tanto fitte.
Secondo l'esegesi ebraica, all'uscita del popolo ebraico dall'Egitto, le donne egizie furono "spinte" da Dio a donare ricchezze con cuore benevolo agli Ebrei: si spiega che ciò avvenne anche perché, durante questa piaga delle tenebre, alcuni Ebrei poterono entrare nei luoghi egizi e, pur accorgendosi delle grandi ricchezze da loro possedute, non le rubarono né se ne appropriarono; poi gli Egizi vennero appunto a conoscenza di questo fatto meritorio per il popolo ebraico. In seguito i Chakhamim spiegano che tali ricchezze e altre furono il compenso per il lavoro eseguito dagli Ebrei durante la "schiavitù" in Egitto da cui poi Dio li "prese" donando loro la libertà, quindi anche spirituale (Esodo 10, 21-29).

#### Morte dei primogeniti maschi

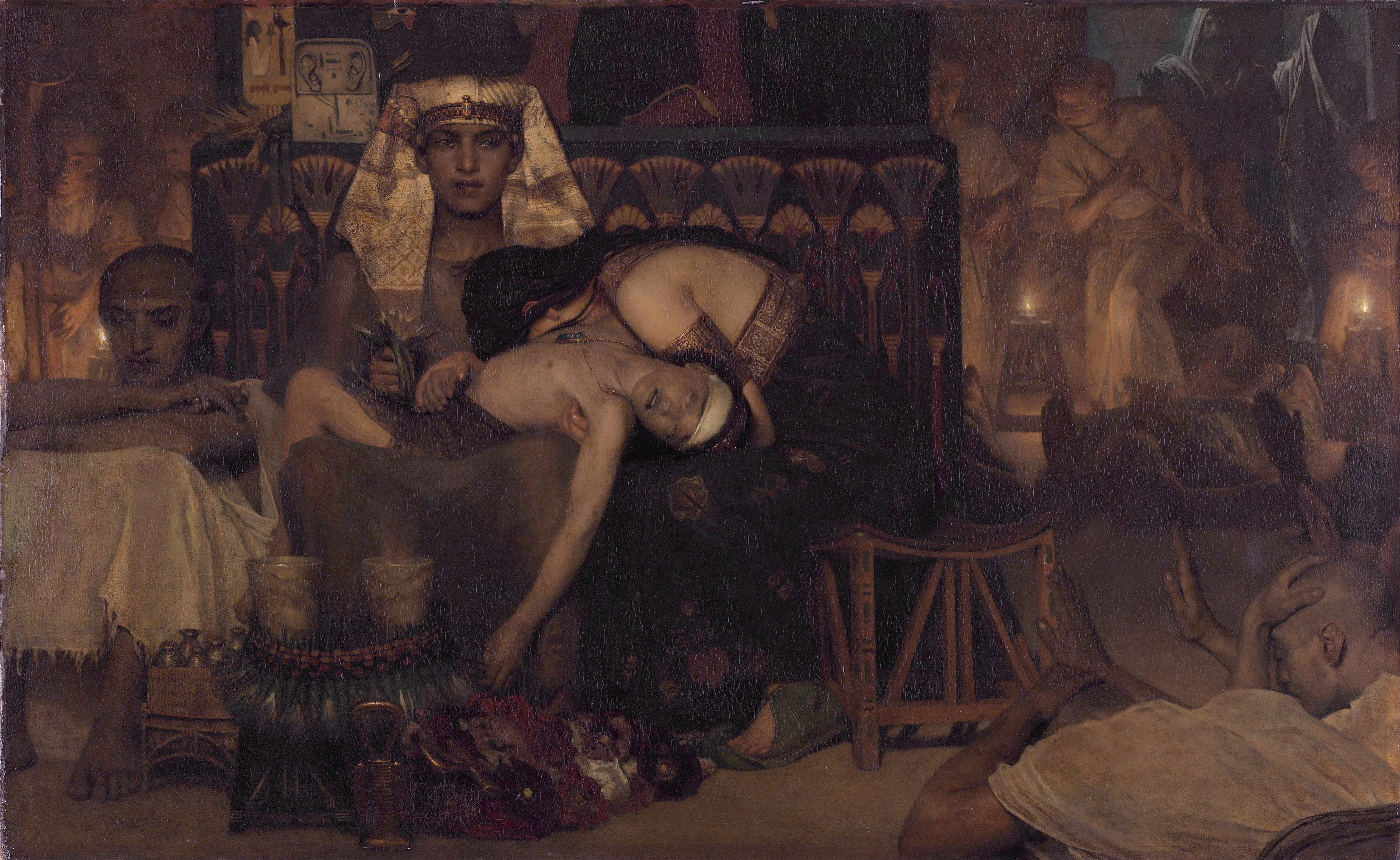
La morte del primogenito del faraone (1872) opera del pittore olandese Lawrence Alma-Tadema.

Secondo il Libro dell'Esodo, a mezzanotte l'Eterno colpì tutti i primogeniti in Egitto, causando la morte di tutti i primogeniti, dal primogenito del faraone al primogenito del carcerato, e persino del bestiame. Un grande grido di dolore si levò in ogni casa egiziana, poiché non ce n'era una che non avesse un morto (Esodo 12.29-30). Sconvolto da questa tragedia, il faraone si alzò di notte insieme ai suoi servitori e a tutti gli Egiziani, permettendo finalmente al popolo d'Israele, guidato da Mosè, di partire dall'Egitto dopo anni di schiavitù, come Dio aveva comandato (Esodo 12, 31-32)

## Nella cultura di massa
Nonostante il fatto che spesso le dieci piaghe d'Egitto vengano citate individualmente in opere cinematografiche e televisive, sono sostanzialmente pochi i film e le serie tv che le utilizzano come elemento conduttore della trama e, in alcuni casi, si tratta di film e serie tv horror. Tra questi vanno citati:
- I dieci comandamenti (The Ten Commandments) di Cecil B. DeMille (1923)
- I dieci comandamenti (The Ten Commandments), remake del precedente dello stesso regista (1956)
- L'abominevole dottor Phibes (The Abominable Dr. Phibes), con Vincent Price (1971)
- In principio: Storie dalla Bibbia (1992) - serie animata
- Il principe d'Egitto (The Prince of Egypt), di Simon Wells, Brenda Chapman e Steve Hickner (1998)
- La mummia (The Mummy), con Rachel Weisz (1999)
- Magnolia (1999), di Paul Thomas Anderson con Tom Cruise
- Locuste: L'ottava piaga (Locusts: The 8th Plague), film TV con Julie Benz (2005)
- I segni del male (The Reaping), con Hilary Swank (2007)
- Exodus - Dei e re (Exodus: Gods and Kings), di Ridley Scott con Christian Bale (2014)
- Lucifer (2016-2021), serie tv con Tom Ellis
- Supernatural (2005-2021) stagione sesta episodio tre "Il terzo uomo"

### Riferimenti
1. ↑  Bibbia di Gerusalemme, EDB, 2011, p. 137, ISBN 978-88-10-82031-5.
2. ↑   Es 7-12, su La Parola - La Sacra Bibbia in italiano in Internet.
3. ↑  Bibbia di Gerusalemme, EDB, 2011, pp. 137-138, ISBN 978-88-10-82031-5.
4. ↑   Es 7, 3-5, su La Parola - La Sacra Bibbia in italiano in Internet.
5. ↑  Il Signore disse a Mosè: «Mentre tu parti per tornare in Egitto, sappi che tu compirai alla presenza del faraone tutti i prodigi che ti ho messi in mano; ma io indurirò il suo cuore ed egli non lascerà partire il mio popolo.» ( Es 4, 21, su laparola.net.) Il Signore disse a Mosè: «Vedi, io ti ho posto a far le veci di Dio per il faraone: Aronne, tuo fratello, sarà il tuo profeta. Tu gli dirai quanto io ti ordinerò: Aronne, tuo fratello, parlerà al faraone perché lasci partire gli Israeliti dal suo paese. Ma io indurirò il cuore del faraone e moltiplicherò i miei segni e i miei prodigi nel paese d'Egitto. Il faraone non vi ascolterà e io porrò la mano contro l'Egitto e farò così uscire dal paese d'Egitto le mie schiere, il mio popolo degli Israeliti, con l'intervento di grandi castighi. Allora gli Egiziani sapranno che io sono il Signore, quando stenderò la mano contro l'Egitto e farò uscire di mezzo a loro gli Israeliti!». ( Es 7, 1-5, su laparola.net.) Ma il Signore rese ostinato il cuore del faraone, il quale non diede loro ascolto, come il Signore aveva predetto a Mosè. ( Es 9, 12, su laparola.net.) Mosè e Aronne avevano fatto tutti questi prodigi davanti al faraone; ma il Signore aveva reso ostinato il cuore del faraone, il quale non lasciò partire gli Israeliti dal suo paese. ( Es 11, 10, su laparola.net.) «Il faraone penserà degli Israeliti: Vanno errando per il paese; il deserto li ha bloccati! Io renderò ostinato il cuore del faraone ed egli li inseguirà; io dimostrerò la mia gloria contro il faraone e tutto il suo esercito, così gli Egiziani sapranno che io sono il Signore!». ( Es 14, 3-4, su laparola.net.).
6. ↑   Giosuè 11, 20, su La Parola - La Sacra Bibbia in italiano in Internet.
7. ↑  Brown, 2002, p. 159.
8. ↑  Brown, 2002, pp. 61-62, 159. Cfr anche: Bibbia TOB, Elle Di Ci Leumann, 1997, p. 146, ISBN 88-01-10612-2.
9. ↑   Es 7, 8-12.14-22; 8, 5-15, su La Parola - La Sacra Bibbia in italiano in Internet.
10. ↑  Edizioni Mamash
11. ↑   Es 7, 14-25, su La Parola - La Sacra Bibbia in italiano in Internet.
12. ↑   Es 7, 26-8,11, su La Parola - La Sacra Bibbia in italiano in Internet.
13. ↑   Es 8, 12-15, su La Parola - La Sacra Bibbia in italiano in Internet.
14. ↑   Es 8, 16-28, su La Parola - La Sacra Bibbia in italiano in Internet.
15. ↑   Es 9, 1-7, su La Parola - La Sacra Bibbia in italiano in Internet.
16. ↑   Es 9, 8-12, su La Parola - La Sacra Bibbia in italiano in Internet.
17. ↑   Es 9, 13-35, su La Parola - La Sacra Bibbia in italiano in Internet.
18. ↑   Es 10, 1-20, su La Parola - La Sacra Bibbia in italiano in Internet.
19. ↑   Es 10, 21-29, su La Parola - La Sacra Bibbia in italiano in Internet.
20. ↑   Es 12.29-30, su La Parola - La Sacra Bibbia in italiano in Internet.
21. ↑   Es 12, 31-32, su La Parola - La Sacra Bibbia in italiano in Internet.